# Camino (pel·lícula)
Camino és una pel·lícula estrenada el 17 d'octubre del 2008 dirigida per Javier Fesser i fou guardonada amb sis Goya. S'ha doblat al català.

## Argument
Inspirada en la vida d'Alexia González-Barros, una nena que morí als 14 anys després de 10 mesos de malaltia,
Camino, una preciosa i dolça nena d'onze anys, viu els seus últims dies a l'habitació d'un hospital. Dona a tots un exemple de mort tranquil·la i feliç. Quan sembla que la mort ja és inevitable, succeeix un fet extraordinari a l'habitació.
Camino és una aventura emocional al voltant d'una extraordinària nena que s'enfronta al mateix temps a dos esdeveniments que són completament nous per ella: enamorar-se i morir.

## Repartiment
- Camino: Nerea Camacho
- Gloria: Carme Elías
- José: Mariano Venancio
- Nuria: Manuela Vellés
- Doctor Echevarría: Fernando Carrera
- Tieta Marita: Lola Casamayor
- Àngel custodi: Jan Cornet
- Luis: Jordi Dauder
- Mr. Meebles: Emilio Gavira
- Inés: Ana Gracia
- Cuco: Lucas Manzano
- Miguel Ángel: Pepe Ocio
- Begoña: Claudia Otero
- Professora: Paloma Paso Jardiel
- Elena: Miriam Raya

## Banda sonora
Per a la BSO es van utilitzar cançons com "Cigarettes" de la cantant espanyola Russian Red de l'àlbum I love your glasses, "Estoy aquí" de l'àlbum Pies Delscalzos de Shakira, o una versió de "The Morning After", l'original de Dover del seu àlbum Sister.

## Premis i candidatures

### XXIII edició dels Premis Goya
| Categoria                                                  | Persona                                       | Resultat   |
| ---------------------------------------------------------- | --------------------------------------------- | ---------- |
| Premi Goya a la millor pel·lícula                          | Premi Goya a la millor pel·lícula             | Guanyadora |
| Premi Goya a la millor direcció                            | Javier Fesser                                 | Guanyador  |
| Premi Goya a la millor interpretació femenina protagonista | Carme Elías                                   | Guanyadora |
| Premi Goya a la millor interpretació masculina de repart   | Jordi Dauder                                  | Guanyador  |
| Premi Goya a la millor actriu revelació                    | Nerea Camacho                                 | Guanyadora |
| Premi Goya al millor guió original                         | Javier Fesser                                 | Guanyador  |
| Premi Goya als millors efectes especials                   | Raúl Romanillos Arturo Balseiro Ferrán Piquer | Candidats  |

### Altres guardons
- Guanyadora del XIV Premi Cinematogràfic José María Forqué[5]
- Guanyadora del Premi Cinematogràfic Sant Jordi a la millor pel·lícula espanyola de 2008[6]
- Guanyadora del Premi Cinematogràfic Sant Jordi a la millor actriu en pel·lícula espanyola per Carme Elías.
- Guanyadora del Premi Gaudí a la Millor pel·lícula europea.
- Guanyadora de quatre Premis d'Unió d'Actorsper: millor actriu protagonista (Carme Elías), millor actor protagonista (Mariano Venancio), millor actor secundari (Jordi Dauder) i millor actriu de repart (Lola Casamayor).
- Guanyadora al Festival Internacional de Cinema de Guadalajara (Mèxic) per la millor fotografia.